# 한국교육경영연구원
한국교육경영연구원(KIEM, Korea Institute of Education Management, KIEM)본사는 서울특별시 광진구 동일로24길96 지층 (화양동)에 소재하고 있다. 한국교육경영연구원(KIEM)은 대한민국의 교육경영 전문 연구기관으로, 학습자가 스스로 동기를 형성하고 자기 주도적으로 학습할 수 있도록 돕는 다양한 프로그램을 연구·개발하고 교육한다. 학습자의 눈높이에 맞춰 사고력과 자기주도성을 길러주며, 스스로 길을 찾아갈 수 있도록 지원하는 실천 중심의 교육경영 프로그램을 제공하고 있다.

## 본사
- 서울본사

## 주요언론보도
- 한국교육경영연구원, 7월 6일 '희망드림포럼' 개최 | 주형연 기자

## 언론보도
- 한국교육경영연구원, 키랩 멥버십 모바일 앱 출시 | 이환선 기자
- 한국교육경영연구원, 멥버십 모바일 앱 '키랩' 출시 | 정환용 기자
- 한국교육경영연구원, 교육경영전문기관 ‘KIEM’ 상표권 출원 | 김성천 기자
- 한국교육경영연구원, ‘한국외대 창업캠프’ 운영 | 이주원 기자
- 한국교육경영연구원, ‘KIEM 대학생 창업캠프’ 개최 | 김지영 기자
- 한국교육경영연구원, 'KIEM 대학생 창업캠프' 열어 | 김재섭 기자
- 한국교육경영연구원, 청소년 통합지원체계 기관 위촉 | 김순복 기자
- 한국교육경영연구원 기업가정신 세미나 성료 | 이동연 기자
- 한국교육경영연구원, 청소년 진로·적성 교육 통해 창업·취업 돕는다 | 김지수 기자
- 한국교육경영연구원, 1388 청소년 지원단의 지원기관으로 재선정 | 이종표 기자
- 한국교육경영연구원, 2016 한국외대 창업캠프 성황리 운영 | 이환선 기자
- 한국외대 창업캠프, 31일 | 안지은 기자
- 한국외대, 창업캠프 성료 | 김하연 기자
- “다른 학교, 다른 전공 친구들과 알찬 방학 보내요”| 송수안 기자